# Клоки, Айра Уодделл
Айра Уодделл Клоки (англ. Ira Waddell Clokey; 1878—1950) — американский ботаник и горный инженер.

## Биография
Айра Уодделл Клоки родился 21 декабря 1878 года в городе Декейтер в Иллинойсе. Учился в Иллинойсском университете, затем перешёл в Гарвардский университет. В 1903 году закончил Гарвардский университет со степень бакалавра в области горной инженерии. С 1903 по 1915 Клоки работал горным инженером в Мексике, затем переехал в Колорадо. В свободное время Клоки собирал образцы растений для гербария, который, однако, был почти полностью уничтожен во время пожара в 1912 году. В 1921 году Клоки стал магистром наук по фитопатологии в Университете штата Айова. С 1935 по 1942 Айра Клоки собирал растения в горах Спринг в Неваде. В 1951 году, уже после смерти Клоки, была издана его книга Flora of the Charleston Mountains, Clark County, Nevada, посвящённая флоре этого региона. Айра Уодделл Клоки скончался 13 января 1950 года в своём доме в городе Пасадина в Калифорнии. В 1941 году Гербарий Клоки, содержащий более 100 тысяч образцов, был передан в Калифорнийский университет в Беркли.

## Растения, названные в честь А. У. Клоки
- Castilleja clokeyi Pennell, 1938 [syn.  Castilleja applegatei subsp. martinii (Abrams) T.I.Chuang & Heckard, 1992]
- Cirsium clokeyi S.F.Blake, 1938
- Cryptantha clokeyi I.M.Johnst., 1939 [syn.  Cryptantha muricata var. clokeyi (I.M.Johnst.) Jeps., 1943]
- Ephedra clokeyi H.C.Cutler, 1939 [syn.  Ephedra fasciculata A.Nelson, 1934]
- Erigeron clokeyi Cronquist, 1947
- Forsellesia clokeyi Ensign, 1942 [syn.  Glossopetalon clokeyi (Ensign) H.St.John, 1942]
- Gilia clokeyi H.Mason, 1942
- Lupinus clokeyanus C.P.Sm., 1944 [syn.  Lupinus argenteus var. palmeri (S.Watson) Barneby, 1986]
- Mertensia clokeyi Osterh., 1919
- Silene clokeyi C.L.Hitchc. & Maguire, 1947 [syn.  Silene petersonii Maguire, 1941]
- Solanum clokeyi Munz, 1932 [syn.  Solanum wallacei var. clokeyi (Munz) McMinn, 1939]